# 培琉喜阿姆戰役
培琉喜阿姆戰役（Battle of Pelusium），發生在前170年11月，是塞琉古帝國與托勒密王國在第六次敘利亞戰爭的一場重要戰役。托勒密埃及托勒密六世兩位攝政企圖發動戰爭奪取第五次敘利亞戰爭中喪失的領土，但大軍自埃及的門戶培琉喜阿姆開出不遠，即遭遇塞琉古安條克四世的軍隊。兩軍就地展開一場會戰，此戰埃及軍隊大敗，戰後不久培琉喜阿姆城也失守，安條克四世成功入侵埃及。